# Chăn nuôi gia súc lấy sữa

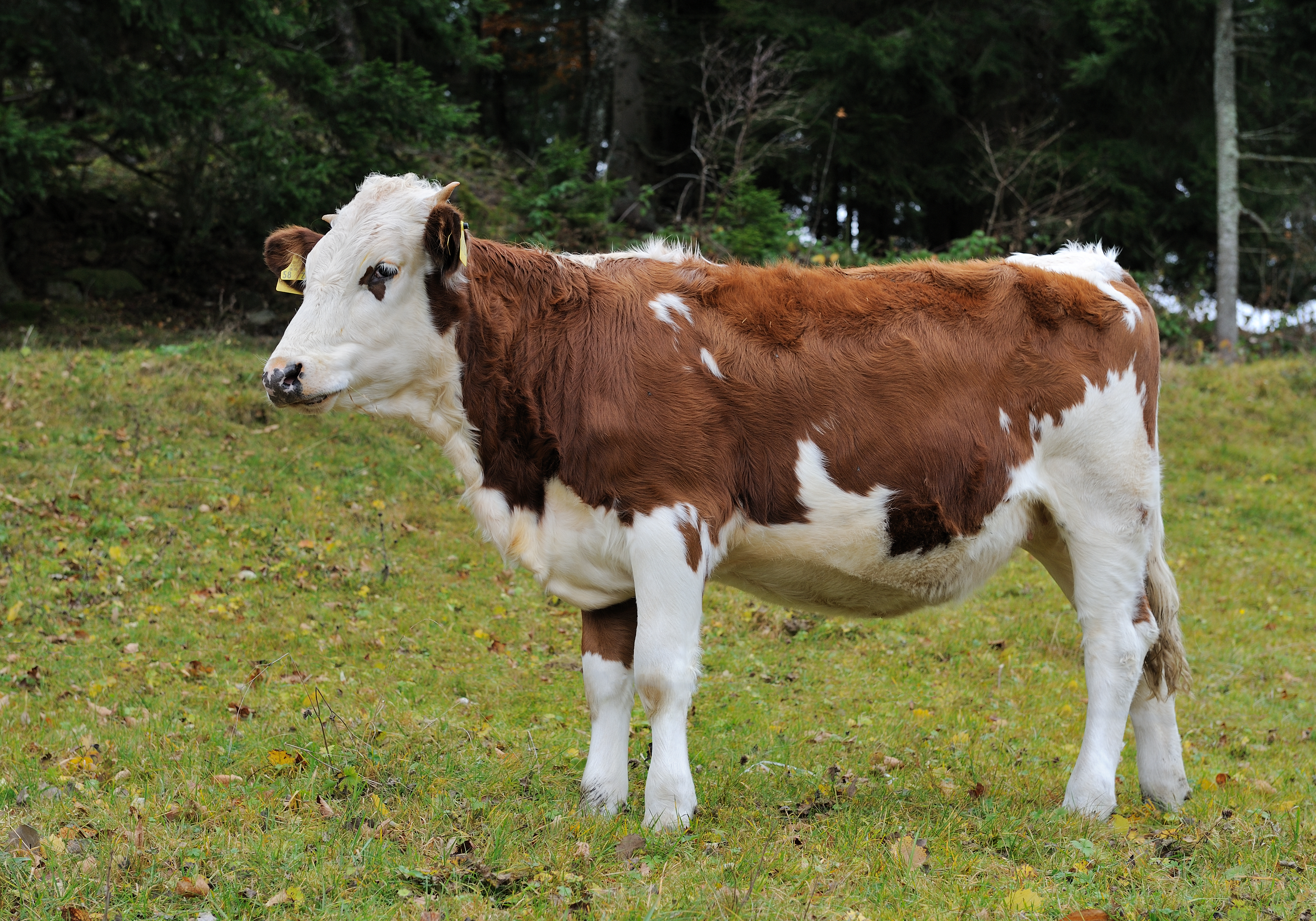
Một con bò sữa được chăn thả trên thảo nguyên tại Đức

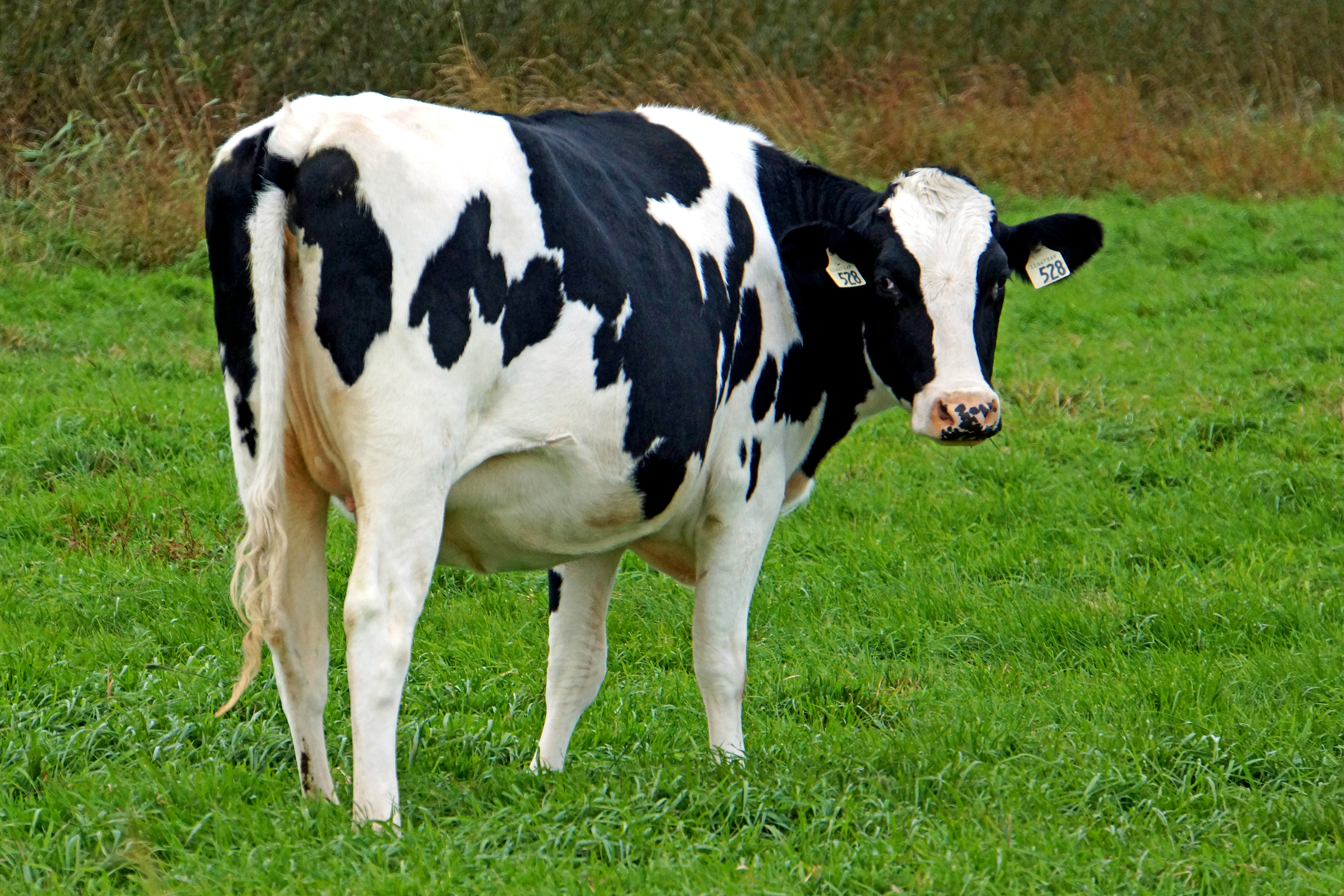
Một giống bò Hà Lan, đây là gia súc cao sản chuyên cho sữa

Chăn nuôi gia súc lấy sữa là việc thực hành chăn nuôi các loại gia súc cho mục đích lấy sữa và các chế phẩm từ sữa, mặc dù các loài gia súc hay bất kỳ động vật có vú nào cũng có thể sản xuất sữa nhưng việc chăn nuôi gia súc lấy sữa tập trung vào các loài phổ biến như bò sữa, cừu và dê trong đó chăn nuôi bò sữa chính là khâu trọng tâm trong chăn nuôi gia súc lấy sữa. Chăn nuôi gia súc lấy sữa là một giai đoạn trong chăn nuôi nông nghiệp để sản xuất sữa tươi, các sản phẩm được chế biến tại chỗ hoặc tại một nhà máy sữa để bán các sản phẩm từ sữa, hình thức chăn nuôi lấy sữa chủ đạo được xuất phát từ trang trại bò sữa thương mại.
Ở các nước phát triển, trang trại bò sữa thường bao gồm bò sữa cao sản. Các loài khác được sử dụng trong chăn nuôi bò sữa thương mại bao gồm dê, cừu, ngựa, lạc đà. Ở Ý, sữa lừa cũng được sử dụng phổ biến để tạo ra một nguồn sữa thay thế được dùng cho trẻ sơ sinh. Mặc dù vậy, bò sữa vẫn là gia súc cung cấp nguồn sữa chính trên thế giới. Việc chăn nuôi gia súc lấy sữa có nhiều điểm tương đồng với chăn nuôi gia súc lấy thịt như các quy trình về chăm sóc, chọn giống, vệ sinh, chuồng trại, tuy nhiên chăn nuôi gia súc lấy sữa tập trung vào công đoàn chăm sóc sinh sản và vắt sữa thay vì vỗ béo và tăng trọng, đối tượng của chăn nuôi chính là những con gia súc giống cái.

## Lịch sử

Một con bò sữa trên đồng cỏ

Chăn nuôi gia súc lấy sữa mà đặc biệt là chăn nuôi bò sữa là một phần của nông nghiệp từ lâu đời. Trong lịch sử nó đã được một phần nhỏ trong các trang trại. Chăn nuôi bò sữa quy mô lớn chỉ khả thi khi mà một trong hai một lượng lớn sữa là cần thiết cho sản xuất các sản phẩm sữa lâu bền hơn như pho mát, bơ, hoặc có một thị trường đáng kể của những người có đủ tiền để mua sữa. Chăn nuôi bò sữa tập trung chủ yếu phát triển xung quanh làng mạc và thành phố, nơi mà người dân không thể có con bò của mình do thiếu đất chăn thả gia súc.
Ở những vùng thảo nguyên, nhiều dân tộc du mục đã có các hình thức lấy sữa cừu để cung cấp nguồn thực phẩm bổ dưỡng. Ở châu Âu, bắt đầu từ thời kỳ phong kiến cho đến thời kỳ tiền tư bản, những người nông dân chăn nuôi bò sữa sẽ lấy đầy thùng sữa vào buổi sáng và mang đến thị trường trên một toa xe. Cho đến cuối thế kỷ 19, vắt sữa của bò được thực hiện bằng tay. Tại Hoa Kỳ, một số hoạt động chăn nuôi bò sữa lớn tồn tại ở một số bang miền đông bắc và ở phía tây, mà liên quan đến nhiều như hàng trăm con bò, nhưng một cá nhân không thể vắt sữa được hơn một chục con bò mỗi ngày, việc vắt sữa diễn ra trong nhà hai lần một ngày.
Trong hầu hết thiên niên kỷ thứ hai sau Công nguyên, sữa chỉ được sản xuất cho tiêu thụ trong gia đình ở các làng quê và một số bò được nuôi trong các thành phố để cung cấp sữa tươi cho nhu cầu tiêu thụ của dân cư đô thị. Chỉ sau khi có sự ra đời của ngành đường sắt thì chăn nuôi bò sữa mới phát triển mạnh ở các vùng được công nghiệp hoá. Tổng sản lượng sữa tiêu thu thụ trên toàn thế giới không ngừng tăng lên trong những thập kỷ gần đây. Ngày nay, các nước phát triển có tống lượng sữa tiêu thụ cũng như lượng sữa tiêu thụ bình quân ổn định.

## Sản lượng

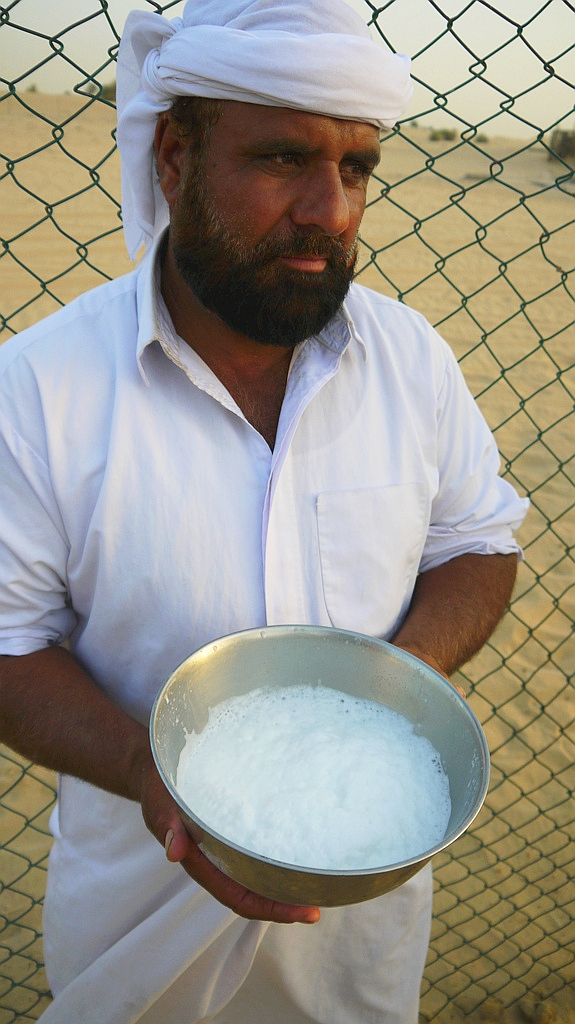
Sữa lạc đà ở Dubai

Trong khi đó tổng lượng sữa tiêu thụ cũng như mức tiêu thụ sữa/người của các nước đang phát triển không ngừng tăng lên. Sản lượng sữa sản xuất trên toàn thế giới tăng bình quân hàng năm là 1,4%, riêng các nước đang phát triển ở châu Á là 6,6%. Một số nước như Trung quốc, Thái Lan, Hàn Quốc có tốc độ tăng sản lượng sữa hàng năm tới 10% trong những năm gần đây. Tuy nhiên các nước châu Á vẫn chưa sản xuất đủ sữa cho nhu cầu tiêu thụ trong mỗi nước. Một thống kê cho thấy, chỉ trong năm 2012, Sản lượng sữa bò thế giới ước đạt 461,382 triệu tấn, tăng 2,6% so với năm 2011. Tại nhiều quốc gia trên thế giới sữa dê, sữa cừu ...cũng được sử dụng cùng với sữa bò, với sản lượng năm 2012 vào khoảng 32,320 triệu tấn, chiếm 6,5% tổng khối lượng sữa tươi thế giới. Lượng sữa tươi này sẽ góp phần tăng sản lượng các sản phẩm sữa.
Sản xuất sữa thế giới 7 tháng đầu năm 2012 tiếp tục tăng trưởng mạnh, đặc biệt là ở khu vực châu Á, châu Úc và Nam Mỹ và trong năm sẽ ăng khoảng 2,6% - 2,7% so với năm 2011, chủ yếu là ở châu Á. Tại Ấn Độ - quốc gia sản xuất sữa lớn nhất thế giới, mùa vụ 2011/2012 sản lượng sữa được tăng thêm 5,2 triệu tấn và ước đạt 127 triệu tấn trong năm 2012. Sản lượng sữa cũng như nhu cầu tiêu dùng cũng sẽ có xu hướng gia tăng ở một số nước khác ở khu vực châu Á như Trung Quốc, Pakistan và Thổ Nhĩ Kỳ. Nền nông nghiệp Israel nổi tiếng với chăn nuôi bò sữa cho năng suất cao nhất Thế giới, đạt 12.000 lít/con/năm, trong khi đó ở New Zealand là 4.000 lít, ở Hà Lan 8.000 lít và ở Mỹ là 9.000 lít. Chất lượng sữa cũng vào loại tốt nhất, lượng đạm và lượng mỡ cao hơn hẳn các loại sữa ở các quốc gia khác.
Ở Việt Nam, theo số liệu thống kê chăn nuôi bò sữa năm 2012, tổng lượng bò sữa trên cả nước là 166.989 con và chỉ có 98.372 con bò sữa cái đang cho sữa) và lượng bò sữa ở Việt Nam chủ yếu đang được chăn nuôi tại các nông hộ (khoảng 120.000 con), chỉ có khoảng 47.000 con được nuôi tại các trang trại tập trung của các doanh nghiệp. Trong Hiệp hội sữa hiện có 10 doanh nghiệp là có dây chuyền sản xuất, chế biến, tự cung một phần nguyên liệu. Một chỉ tiêu đặt ra là đến năm 2010, tổng sản lượng sữa (dê) đạt 1.026 tấn và hình thành công nghệ chế biến các sản phẩm thịt, sữa đa dạng, phong phú. Năm 2007 tổng sản lượng sữa (chú yếu là sữa dê) 389 tấn.
Sản lượng sửa trên toàn thế giới và khu vực châu Âu (tham khảo):
| Xếp hạng | Quốc gia    | Sản lượng (109 kg/y) |
| -------- | ----------- | -------------------- |
|          | Thế giới    | 696,554              |
| 1        | Ấn Độ       | 110,040              |
| 2        | Hoa Kỳ      | 85,859               |
| 3        | Trung Quốc  | 40,553               |
| 4        | Pakistan    | 34,362               |
| 5        | Nga         | 32,562               |
| 6        | Đức         | 28,691               |
| 7        | Brazil      | 27,716               |
| 8        | Pháp        | 24,218               |
| 9        | New Zealand | 15,217               |
| 10       | Anh         | 13,237               |
| 11       | Ý           | 12,836               |
| 12       | Thổ Nhĩ Kỳ  | 12,542               |
| 13       | Ba Lan      | 12,467               |
| 14       | Ukraine     | 11,610               |
| 15       | Hà Lan      | 11,469               |
| 16       | Mexico      | 10,931               |
| 17       | Argentina   | 10,500               |
| 18       | Úc          | 9,388                |
| 19       | Canada      | 8,213                |
| 20       | Nhật Bản    | 7,909                |

| Hạng | Quốc gia    | Sản lượng (metric tấn) |
| ---- | ----------- | ---------------------- |
| 1    | Somalia     | 1,100,000              |
| 2    | Kenya       | 937,000                |
| 3    | Mali        | 242,911                |
| 4    | Ethiopia    | 170,000                |
| 5    | Niger       | 105,000                |
| 6    | Ả Rập Xê Út | 105,000                |
| 7    | Sudan       | 60,000                 |
| 8    | UAE         | 47,000                 |
| 9    | Mauritanie  | 27,125                 |
| 10   | Tchad       | 24,600                 |

| Xếp hạng | Quốc gia           | Sản lượng (106 kg/y) |
| -------- | ------------------ | -------------------- |
|          | EU · (gồm 27 nước) | 153,033              |
| 1        | Đức                | 28,691               |
| 2        | Pháp               | 24,218               |
| 3        | Anh                | 13,237               |
| 4        | Ý                  | 12,836               |
| 5        | Ba Lan             | 12,467               |
| 6        | Hà Lan             | 11,469               |
| 7        | Tây Ban Nha        | 7,252                |
| 8        | Romania            | 5,809                |
| 9        | Ireland            | 5.373                |
| 10       | Đan Mạch           | 4,814                |

## Các mô hình

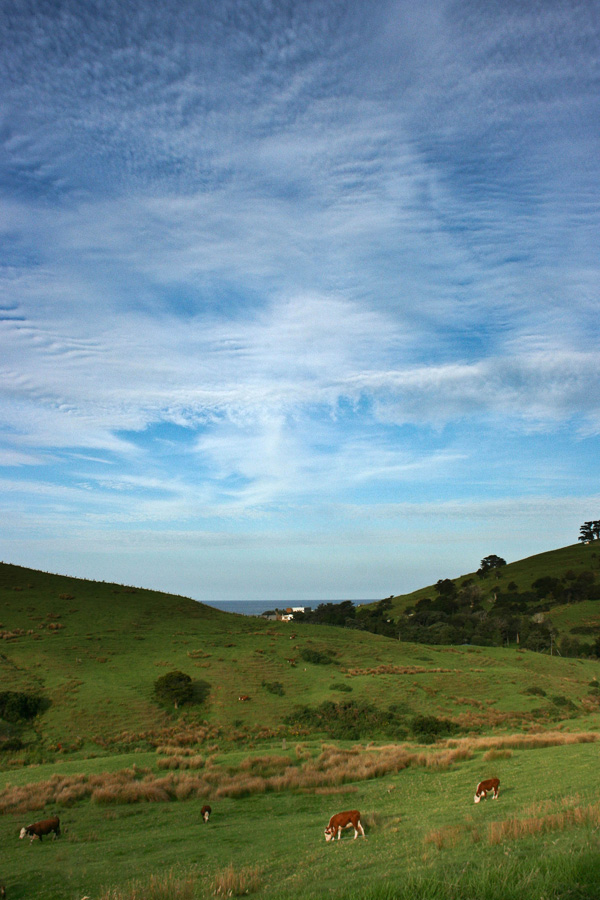
Cảnh chăn nuôi bò sữa ở Newzealand

Có rất nhiều sự thay đổi trong mô hình sản xuất sữa trên toàn thế giới. Nhiều quốc gia trong đó có các nhà sản xuất lớn nhất tiêu thụ nội bộ, trong khi những quốc gia khác (đặc biệt là New Zealand), xuất khẩu một tỷ lệ lớn. Ở Mỹ sữa hữu cơ là sữa của những con bò phải được chăn thả trên đồng cỏ và được ăn thức ăn hữu cơ thức ăn được sản xuất mà không sử dụng bất kỳ chất hóa học) và không được điều trị bò bằng hormone hay kháng sinh. Trang trại chăn nuôi bò sữa hữu cơ quản lý tốt có thể giảm được rất nhiều vấn đề rủi ro liên quan đến sức khỏe cộng đồng và môi trường so với các trang trại chăn nuôi bò sữa thông thường.
Sữa của những con bò được chăn thả trên đồng cỏ có hàm lượng các axit béo có lợi cho sức khỏe cao hơn so với nuôi nhốt tại chuồng. Cho đến nay, doanh thu hàng năm của sữa hữu cơ trên toàn nước Mỹ ít nhất đạt 750 triệu USD. Người Israel khá quan tâm tới những sản phẩm từ sữa và phomat. Tái chế thức ăn thừa cho bò. Từ việc cung cấp thức ăn cho bò từ nguồn thực vật còn dư, cho tới việc xử lý nước để làm thức ăn và làm phân bón, Israel đã trở thành hình mẫu cho ngành công nghiệp chăn nuôi bò sữa của thế giới, bất chấp nguồn tài nguyên nước và đất canh tác hạn chế.

## Phương thức
Phương thức chăn nuôi bò sữa thay đổi tuỳ theo điều kiện và tập quán của từng nước. Các nước châu Âu và Bắc Mỹ có ngành chăn nuôi bò sữa theo hướng chuyên dụng. Hệ thống chủ yếu là bãi chăn-chuồng nuôi với việc sử dụng rộng rãi đồng cỏ lâu năm, mùa hè chủ yếu dựa vào chăn thả trên đồng cỏ, còn mùa đông dùng nhiều thức ăn bổ sung tại chuồng (cỏ ủ xanh, cỏ khô, thức ăn tinh). Các nước phát triển ở châu Âu, Bắc Mỹ và châu Đại Dương sản xuất tới 68% sản lượng sữa của thế giới với năng suất sữa bình quân cao hơn nhiều so với các nước đang phát triển.
Phần lớn ngành chăn nuôi bò sữaở các nước đang phát triển thuộc về các hộ chăn nuôi quy mô nhỏ. Số trang trại nuôi bò sữa ở các nước phát triển có xu hướng giảm xuống, trong khi đó số hộ chăn nuôi bò sữa ở các nước đang phát triển có xu hướng ổn định. Chuồng chăn nuôi bò sữa bắt buộc phải nằm hoàn toàn tách biệt với môi trường địa phương và sử dụng tấm đệm nằm cho bò trong chuồng giúp chống hiện tượng ô nhiễm tầng nước ngầm, bổ sung các sản phẩm phụ vào thức ăn cho gia súc để giảm giá thành sản phẩm sữa.

## Các loài gia súc

### Bò sữa

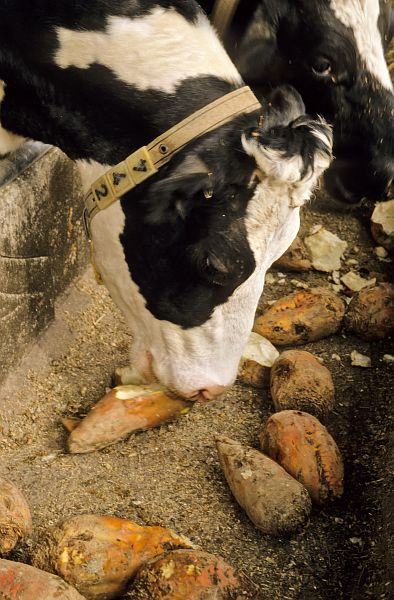
Hình chụp cảnh cho bò sữa thuộc giống bò Hà Lan ăn, thức ăn cho bò sữa gồm các loại củ, quả giàu dưỡng chất

Một con bò sữa

Chăn nuôi bò sữa là việc chăn nuôi bò (bò cái) để lấy sữa tươi, đáp ứng cho nhu cầu tiêu thụ sữa của thế giới ngày càng tăng. Chăn nuôi bò sữa là một công việc đòi hỏi quy trình phức tạp từ khâu chọn giống cho đến việc vắt sữa. Các nước tiên tiến trong việc chăn nuôi bò sữa là các nước Âu-Mỹ-Úc, chăn nuôi bò sữa cũng là phương thức quan trọng, là hướng đi trong sản xuất ở nhiều nước đang phát triển. Có một số phương thức chăn nuôi bò sữa phổ biến hiện nay như phương thức không chăn thả hay nuôi nhốt tập trung, phương thức chuồng trại (farming). Trái ngược với phương thức này chính là cách chăn thả trên đồng cỏ (grazing) hoặc thả rông. Phương thức nhốt vào từng chuồng cầm cột tại chuồng. Phương thức tự do trong chuồng.
Bò sữa cần một lượng chất dinh dưỡng để duy trì cuộc sống và cũng cần một lượng chất dinh dưỡng rất lớn cho tăng trọng, nuôi thai và sản xuất sữa. Chi phí thức ăn chiếm khoảng 70% trong tổng chi chăn nuôi bò sữa. Thức ăn của bò sữa rất đa dạng, các loại phế phụ phẩm nông nghiệp, công nghiệp chế biến cũng là nguồn thức ăn rất có giá trị nuôi bò sữa. Việc cung cấp thức ăn đầy đủ, với chất lượng tốt cho bò sữa quan trọng, bò không thể cho nhiều sữa, sữa chất lượng tốt khi chỉ cho bò ăn rơm lúa hoặc các thức ăn kém phẩm chất.
Hàm lượng vật chất khô (các chất đạm, đường, mỡ, khoáng...) trong sữa trung bình là 12% (tức là trong 1 kg sữa có chứa 120g vật chất khô), một con bò sữa nặng 400 kg có sản lượng sữa trung bình 4.000 kg/chu kỳ thì trong thời gian một chu kỳ nó tạo ra một lượng vật chất khô 480 kg, nghĩa là lớn hơn rất nhiều so với khối lượng cơ thể bản thân nó. Cỏ là thức ăn quan trọng nhất đối với bò sữa. Ngoài nguồn cỏ có thể khai thác ở bãi tự nhiên, người chăn nuôi phải thiết lập các đồng cỏ cao sản, cắt cho ăn tại chuồng để luôn luôn đảm bảo thức ăn thô xanh cho bò. Các loại cỏ có chất lượng và năng suất cao là cỏ voi, cỏ sả lá lớn, cỏ Ruji cho phép đạt năng suất chất xanh khá cao.
Bò vắt sữa nếu được chăm sóc, nuôi dưỡng tốt, bò sẽ cho năng suất sữa cao. Bò sữa có thói quen là khi đến giờ được ăn, đang nằm nghỉ hoặc nhai lại sẽ đứng bật dậy, ỉa, đái và bắt đầu ăn. Đó là điều kiện thuận lợi cho việc chuẩn bị vắt sữa. Ngay sau khi vắt sữa, núm vú còn mở nên dễ bị tổn thương và nhiễm khuẩn của môi trường gây ra. Vì vậy, phải khuyến khích bò giữ tư thế đứng cho vắt sữa. Cho bò sữa uống đủ nước vì Bò sữa cần có đủ nước uống và nhu cầu nước cũng cần thiết, nếu thiếu nước uống một ngày, ngày hôm sau lượng sữa tụt ngay và 10 ngày sau lượng sữa vẫn chưa hồi phục được như mức cũ. Một bò sữa có thể uống từ 20 - 60 lít nước/ngày
Phương thức chăn nuôi bò sữa thay đổi tuỳ theo điều kiện và tập quán của từng nước. Các nước châu Âu và Bắc Mỹ có ngành chăn nuôi bò sữa theo hướng chuyên dụng. Hệ thống chủ yếu là bãi chăn-chuồng nuôi với việc sử dụng rộng rãi đồng cỏ lâu năm, mùa hè chủ yếu dựa vào chăn thả trên đồng cỏ, còn mùa đông dùng nhiều thức ăn bổ sung tại chuồng (cỏ ủ xanh, cỏ khô, thức ăn tinh). Các nước phát triển ở châu Âu, Bắc Mỹ và châu Đại Dương sản xuất tới 68% sản lượng sữa của thế giới với năng suất sữa bình quân cao hơn nhiều so với các nước đang phát triển.

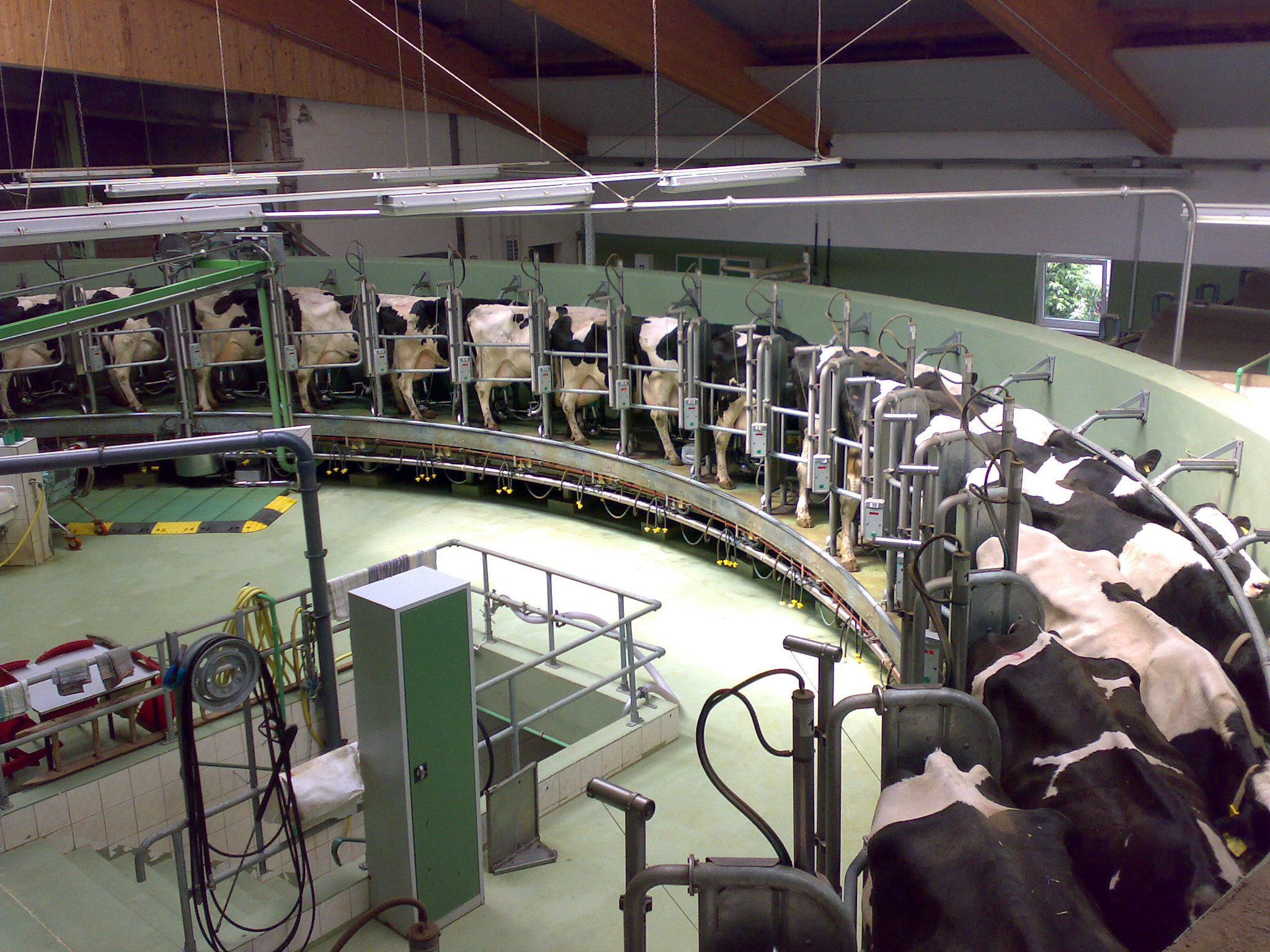
Một vòng xoay tự động để lấy sữa bò tại Đức

Phần lớn ngành chăn nuôi bò sữa ở các nước đang phát triển thuộc về các hộ gia đình chăn nuôi quy mô nhỏ. Số trang trại nuôi bò sữa ở các nước phát triển có xu hướng giảm xuống, trong khi đó số hộ chăn nuôi bò sữa ở các nước đang phát triển có xu hướng ổn định. Chuồng chăn nuôi bò sữa bắt buộc phải nằm hoàn toàn tách biệt với môi trường địa phương và sử dụng tấm đệm nằm cho bò trong chuồng giúp chống hiện tượng ô nhiễm tầng nước ngầm, bổ sung các sản phẩm phụ vào thức ăn cho gia súc để giảm giá thành sản phẩm sữa.
Có một số phương thức chăn nuôi bò sữa phổ biến hiện nay như phương thức không chăn thả hay nuôi nhốt tập trung, phương thức chuồng trại (farming). Thuận lợi của phương thức này là không tốn diện tích rộng, năng suất của đất nông nghiệp có thể tận dụng tối đa không có sự hao hụt do giẫm đạp và rơi vãi, phân có thể dễ dàng thu thập cho việc bón phân, việc quản lý và chăm sóc bê nghé tốt hơn và gia súc ít bị nhiễm ký sinh trùng. Nhưng nó bất lợi là tốn thêm nhân công lao động để cắt cỏ, vận chuyển. Trái ngược với phương thức này chính là cách chăn thả trên đồng cỏ (grazing) hoặc thả rông (nhưng không sử dụng vì không thể kiểm soát).
Phương thức nhốt vào từng chuồng cầm cột tại chuồng. Thuận lợi chủ yếu của phương thức là cần một diện tích chuồng ít hơn so với phương thức tự do trong chuồng (free range). Tuy nhiên, phải cần có vật liệu lót chuồng tốt cho bò nằm mới có thể giữ bò ở thể trạng tốt. Đôi lúc cũng cần cho bò vận động để giữ được thể trạng tốt. Dùng rơm lót chuồng còn có thể giữ cho bò khô sạch, giảm thiểu các yếu tố gây viêm nhiễm bầu vú. Máng nước uống cần được đặt gần nơi bò, một máng nước uống có thể dùng chung cho hai bò cạnh nhau. Tuy nhiên cách này khó phát hiện động dục, bò cảm thấy không thoải mái, cần vật liệu lót chuồng, rủi ro khi vắt sữa giữa hai bò đứng sát nhau, giẫm đạp lên nhau nhất là lên núm vú, dễ bị bệnh móng, khớp.
Phương thức tự do trong chuồng thì Kiểu chuồng tạo sự thoải mái nhất cho bò là kiểu chuồng có các ô cho bò nằm. Trong một diện tích giới hạn, bò có thể đi lại tự do. Vùng giới hạn này thường nằm ở giữa máng ăn và các ô cho bò nằm nghỉ. Kiểu thiết kế như vậy sẽ giúp cho bò phải đi lại giữa nơi nghỉ và máng ăn uống. Trong các ô bò nằm nghỉ, cát được sử dụng như là vật liệu lót chuồng, rơm rạ băm nhỏ, mạt cưa hoặc lõi ngô vụn nhỏ cũng có thể dùng lót ô nằm nghỉ cho bò được. Cách này có thể quan sát các biểu hiện của bò dễ dàng, nhất là khi phát hiện động dục, tạo cảm giác thoãi mái cho bò, ít bị bệnh móng khớp, chỉ cần một máng nước uống trung tâm, ít tốn vật liệu lót chuồng. Nó cũng phải cần thêm diện tích chuồng trại, đầu tư ban đầu lớn hơn và bò có thể húc ủi lẫn nhau.
Tại Việt Nam, Việt Nam bắt đầu lai tạo bò sữa từ những năm 1959-1960 tại nông trường Ba Vì. Giống bò sữa đầu tiên là Lang trắng đen được nhập từ Trung Quốc, sau đó là nhập bò Hà Lan từ Cuba. Công tác nhân thuần và lai tạo được tiến hành tại các cơ quan nghiên cứu và nông trường quốc doanh tại Ba Vì và Mộc Châu. Bò sữa được nuôi ở Việt Nam hơn nửa thế kỷ, thì nuôi bò sữa hàng hóa để bán chỉ mới có khoảng 30 năm trở lại. Đặc điểm của đàn bò sữa vùng đô thị hóa là sự dịch chuyển liên tục. ở Lâm Đồng, sự phát triển ồ ạt, thiếu tính định hướng nghề chăn nuôi bò sữa tại tỉnh Lâm Đồng trong những năm gần đây đã khiến người chăn nuôi gặp khó khăn. Đàn bò và lượng sữa tăng vượt tầm kiểm soát đã khiến người chăn nuôi mới phát sinh lâm vào cảnh khốn khó.

### Dê sữa
Dê cũng là động vật được nuôi phổ biến để lấy sữa dê bên cạnh thịt dê, sữa dê chiếm tổng số 2% lượng sữa sản xuất toàn thế giới. trên thế giới, nghề nuôi dê lấy sữa rất thịnh hành. Có những con dê, một năm có thể cho tới 2.950 lít sữa. Dê mẹ sinh con sau 15 ngày là có thể tách dê con ra và bắt đầu khai thác sữa, sữa dê được cho là bổ dưỡng hơn sữa bò, giá cao và Sữa dê rất quý, nó bổ hơn sữa bò, mỗi con dê cái có thể lấy từ 1,5 lít sữa trở lên, người ta thu từ một con dê tới hơn 4 lít sữa/ngày. Nuôi dê sữa cũng không khác gì với nuôi dê thịt. Tuy nhiên, để đảm bảo cho đàn dê cho năng suất sữa cao thì chế độ dinh dưỡng phải đảm bảo hơn, khẩu phần giàu chất dinh dưỡng hơn. Có thể nuôi chúng theo các phương thức khác nhau như: Nuôi thâm canh (tức là nuôi nhốt hoàn toàn). Hình thức nuôi bán thâm canh là phổ biến và phù hợp nhất.
Chế độ nuôi dưỡng tốt phải đảm bảo cho dê mẹ phát triển bình thường khi có chửa, cho nhiều sữa trong thời kỳ cho sữa. Trước và sau khi đẻ phải cho dê ăn ngon, cháo cám. Năng suất, chất lượng sữa phụ thuộc vào thành phần và giá trị dinh dưỡng của thức ăn. Thiếu thức ăn thô xanh, nhất là thức ăn thô xanh non ngon thì chất lượng sữa sẽ kém. Thừa thức ăn tinh hỗn hợp thì không chỉ chất lượng sữa giảm, chi phí thức ăn tăng. Chế độ nuôi dưỡng dê sữa phải căn cứ vào nhu cầu dinh dưỡng. Nhu cầu vật chất khô của dê mẹ vào cuối kỳ có chửa giảm còn trung bình 2 kg/100 kg thể trọng. Sau đó, nhu cầu vật chất khô tăng và đạt mức cao nhất vào tuần lễ thứ 14-15 (trung bình 4,5 kg/100 kg thể trọng), bình quan nhu cầu vật chất khô của dê sữa khoảng 5-6% thể trọng là thích hợp. Dê nặng 30 kg cho 1 lít sữa ngày cần cho ăn cỏ lá xanh 3 kg. Nhưng dê nặng 50 kg cho 2 lít sữa/ngày, cần cho ăn cỏ lá xanh 4 kg.
Đối với dê chửa lần đầu cần xoa bóp nhẹ đầu vú để kích thích tuyến sữa phát triển kích thích tuyến sữa phát triển và tập cho dê quen dần với việc vắt sữa sau này. Đối với dê cái đã đẻ nhiều lứa, đang cho con bú hoặc đang vắt sữa cho dê bằng cách giảm dần số lần cho con bú hoặc vắt sữa từ một lần
Một số giống dê cho sữa cao sản:

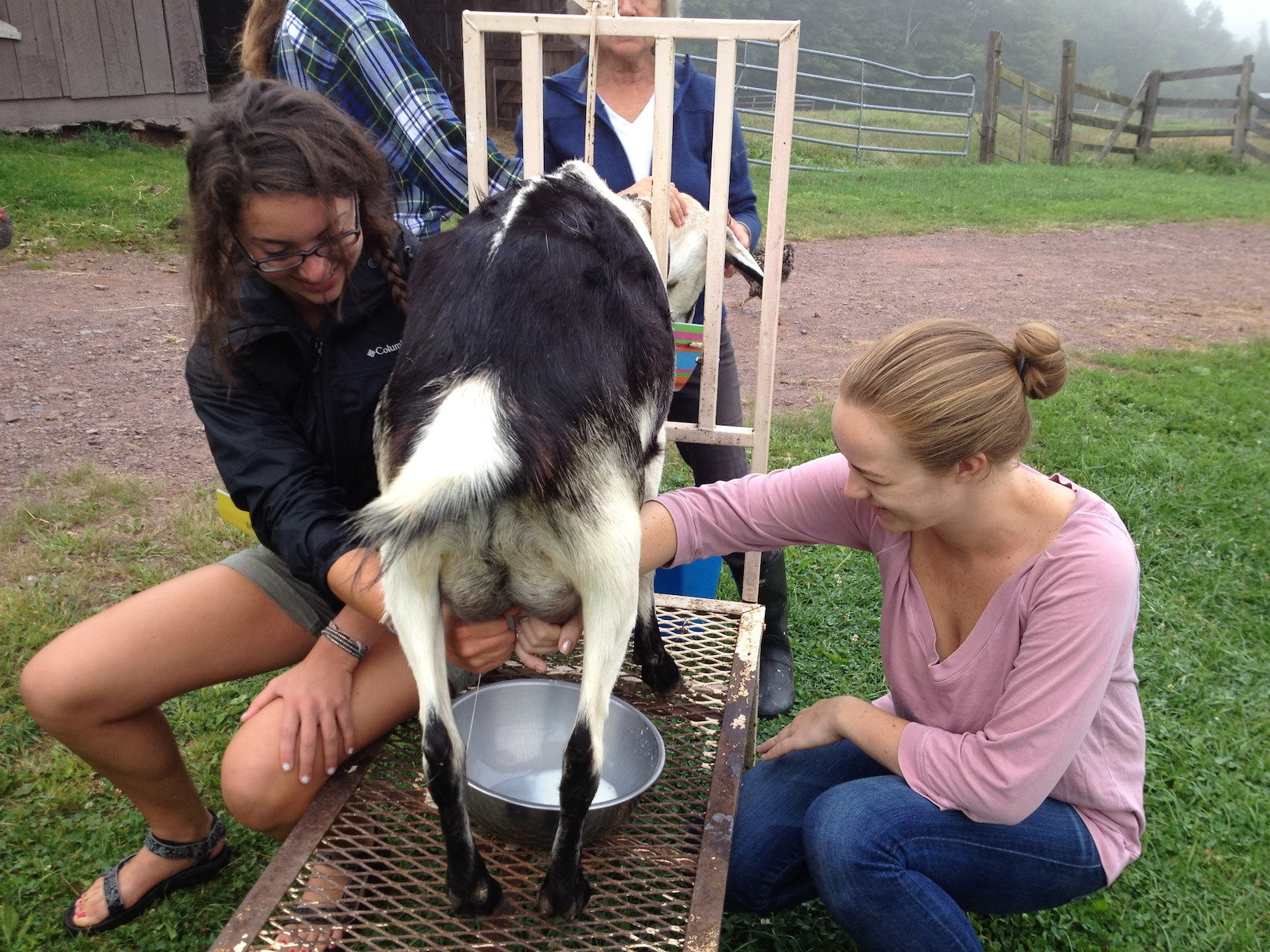
Cảnh vắt sữa dê

- Dê Hà Lan hay là dê Boer: Giống dê này được nuôi từng bầy đàn lớn ở Ninh Thuận và nhiều tỉnh dọc các tỉnh duyên hải miền trung, nên còn gọi chúng bằng một tên khác là dê Phan Rang. Giống dê này có hai sắc lông đen trắng trên mình, có màu lông nâu, có vòng trắng quanh cổ. Lông đen phủ hết trọn phần cổ, lưng, hai bên hông và phần trên đuôi. Còn lông trắng ở mặt dưới của tai, ở hai sọc trên mặt chạy song song từ đầu đến mũi, phần bụng, và bốn khuỷu chân trở xuống. Với sắc lông này trông con dê Hà Lan hao hao giống con bò sữa Hà Lan, vừa thanh tú vừa sạch sẽ. Trọng lượng con cái trưởng thành nặng từ 90–100 kg/con, con đực 100–160 kg/con. Dê Boer có cơ bắp rất đầy đặn, sinh trưởng nhanh Dê Hà Lan cho nhiều sữa, nhưng đa số đều có chu kỳ sữa ngắn ngày. Do đó, nhiều người cho giống dê này lai với dê Bắc Thảo để năng suất sữa được cao hơn và chu kỳ sữa được dài hơn.

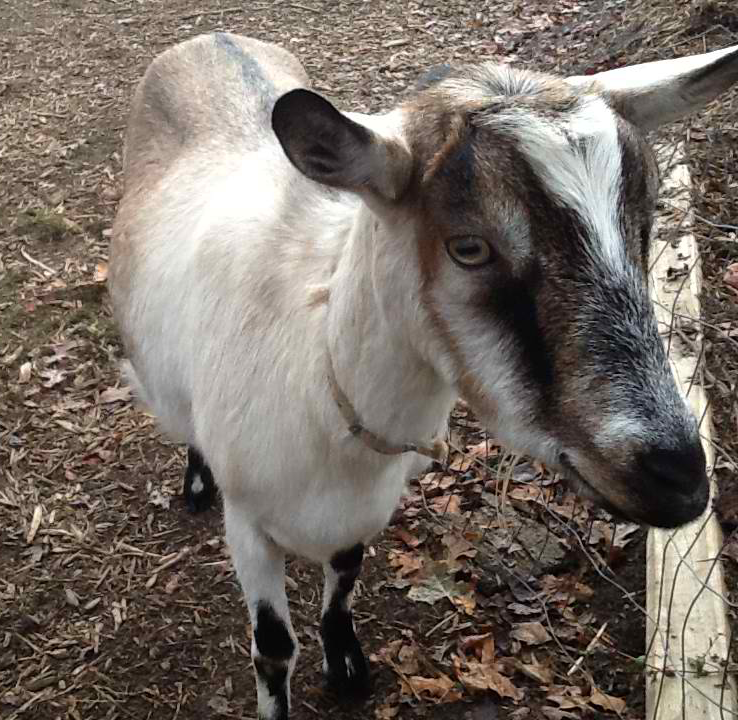
Dê Alpine

- Dê Alpine đọc như là An-pin là giống dê của Pháp được nuôi nhiều ở vùng Alpes. Nó có lông màu vàng, đôi khi có đốm trắng, có con lông đen khoang trắng dọc thái dương xuống má, ở mông và ở cả chân, tai nhỏ thẳng. Loài này cũng to, cao, con cái nặng khoảng 40–42 kg và con đực khoảng 50–55 kg. Một chu kỳ sữa của nó kéo dài 240-250 ngày và cho ta sản lượng khoảng 900-1.000 lít sữa (đạt từ 800 – 900 kg/năm). Sản lượng sữa cao, 1 ngày cho từ 2-2,5 lít tuỳ theo đặc tính của mỗi con, dễ nuôi và hiệu quả tốt.
- Dê Saanen đọc như là Xa-nen là giống dê chuyên dụng sữa của Thụy Sĩ. Nó được nuôi ở ở Pháp nhiều nước châu Âu. Dê có màu lông trắng, tai vỉnh nhơ. Giống dê này có tầm vóc lớn, cân đối, thành thục sớm và cho sản lượng sữa cao, Chu kỳ tiết sữa của nó kéo dài 8 – 10 tháng và cho sản lượng sữa từ 800 – 1.000 lít.. Con đực khi 2 tuổi nặng 60 kg, 3-5 tuổi nặng 70 kg, có con còn nặng tới 100 kg. Dê cái thì nhỏ hơn, chỉ khoảng 50 – 60 kg, chúng có lông màu trắng, tai vểnh, năng suất sữa từ 1.000-1.200 lít/chu kỳ 290-300 ngày. Nó cũng đã được nhập vào Việt Nam. Hiện người ta lai nó với con Bách Thảo để tạo ra con lai có sản lượng sữa cao hơn từ 30-40%.
- Dê Beetal đọc là Bit-tơn: Dê Beetal có nguồn gốc từ Ấn Độ được nhập vào Việt Nam cùng lúc với dê Jumnapari; có màu lông đen huyền hoặc loang trắng, tai to cụp. Trọng lượng và khả năng cho sữa tương đương dê Jumnapari.
- Dê Jumnapari đọc như là Jămnapari: Là giống dê sữa của Ấn Độ được nhập vào Việt Nam từ năm 1994, khả năng mỗi con cho sữa 1,4-1,6 lít /ngày với chu kỳ tiết sữa 180-185 ngày. Dê phàm ăn và chịu đựng tốt với thời tiết nóng bức. Chúng cũng xuất xứ tại Ấn Độ thân mình nhỏ hơn dê Bắc Thảo, nhưng năng suất sữa tốt.
- Dê Barbari đọc như là Bacbari: Là giống dê sữa của Ấn Độ, khả năng mỗi con cho sữa tốt từ 0,9-1,2 lít/ngày với chu kỳ 145-148 ngày. Giống dê này mắn đẻ, mỗi năm cho 1,8 con/lứa và 1,7 lứa/năm. Dê trưởng thành nặng trung bình 30–35 kg/con. Dê có thân hình thon chắc, tạp ăn, chịu đựng kham khổ, hiền lành, phù hợp với hình thức chăn nhốt hoặc chăn thả, đặc biệt với người ít vốn nuôi giống dê này rất thích hợp. Đây là giống dê có thân hình cao to, mang sắc lông màu trắng. Nếu nuôi dưỡng tốt, con đực nặng trên 70 kg, còn dê cái khoảng từ 55 kg đến 60 kg. Đa số dê barbari có sắc lông vàng hay trắng, sừng ngắn tai nhỏ, mỏng và vểnh lên, dê đực có chòm râu cằm như dê cỏ. Giống dê này ăn ít, dễ nuôi lại hợp với thổ nhưỡng. Chúng còn có màu lông vàng loang trắng như hươu Sao, tai nhỏ thẳng. Trọng lượng trưởng thành 30–35 kg/con. Dê Barbari có bầu vú phát triển, khả năng cho sữa 0,9 lít/ngày. Dê Barbari có thân hình thon chắc, ăn rất tạp, chịu được kham khổ, phù hợp với chăn nuôi.
- Dê Toggenburg đọc như là Togenbua: Cũng là một giống dê chuyên sữa. Nó là giống của Thuỵ Sĩ, không thua kém gì con Xa-nen. Mỗi ngày, một con Togenbua có thể cho ta từ 2,4 – 5,2 lít sữa.
- Dê Bách Thảo là con dê đen, tai cụp đó là giống dê lai với con dê Alpine. Nó to con và vào chu kỳ cho sữa cũng có thể thu được từ 0,8 – 1,2 lít/ngày. Đây cũng là giống dê sữa và giống dê kiêm dụng sữa và thịt, được nuôi nhiều ở các tỉnh Ninh Thuận và Bình Thuận. Từ hơn 10 năm nay giống dê này đã được phát triển ở nhiều tỉnh trong Việt Nam. Khả năng cho sữa của dê bách thảo từ 1,1-1,4 kg/con/ngày với chu kỳ cho sữa là 148-150 ngày. Dê bách thảo hiền lành, có thể kết hợp với chăn thả với các điều kiện khác nhau đều cho kết quả chăn nuôi tốt.
- Dê cỏ hay dê ta, dê núi, hay còn gọi là giống dê địa phương: Chúng có màu lông vàng nâu hoặc đen trắng; trọng lượng lúc trưởng thành là 30 – 35 kg; trọng lượng lúc sơ sinh là 1,7 - 1,9 kg. Tuổi phối giống lần đầu từ 6 - 7 tháng; đẻ 1,4 lứa/năm và 1 lứa có khoảng 1,3 con, phù hợp với chăn thả quãng canh và mục đích là nuôi lấy thịt. Ở Việt Nam hiện nay có khoảng trên 800 nghìn con dê, nhưng chủ yếu là dê cỏ nuôi để lấy thịt, nếu biết chọn lọc thì mỗi con dê có thể cho 0,5 lít/ngày với chu kỳ cho sữa là 90-105 ngày.
- Ngoài ra còn Giống dê Anglo Nubian của Ai Cập, dê lông ngắn của Czech, dê lông trắng của Bungari, dê Nubi của châu Phi... cũng là các giống dê chuyên sữa.

### Trâu lấy sữa
Người ta cũng chăn nuôi trâu để lấy sữa. Ấn Độ là nước có sản lượng sữa trâu lớn nhất thế giới, mỗi năm đạt 30 triệu tấn Giống Trâu Murrah của Ấn Độ sản xuất một lượng sữa cao. Nhờ khả năng cho sữa cao nên trâu Murrah được nuôi ở nhiều vùng khác nhau của Ấn Độ và được xuất khẩu cho nhiều nước trên thế giới. Trong khi trâu cái Việt Nam đạt lượng sữa cao nhất 730–832 kg trong một chu kỳ cho sữa thì giống trâu sữa Ấn Độ mỗi ngày có thể cho 20 lít sữa với tỷ lệ 6-8%, cá biệt có những con cho tới 4.500 lít trong một chu kỳ cho sữa và chu kỳ cho sữa dài nhất đến 375 ngày, tỷ lệ mở sữa trung bình là 7%. Sữa trâu giá trị cao hơn sữa bò, hàm lượng bơ đến 70% trong khi sữa bò 30, 40%, nhiều nhất là 50%; đạm đến 7%, sữa bò cao nhất 5-6 %, ở Ấn Độ, giống trâu này được đánh giá cao vì cho nhiều sữa và thường có giá ở Ấn Độ từ 100.000 - 200.000 rupee mỗi con. Trong đó có cá thể có thể cho ra 28 lít sữa mỗi ngày với giá 2,5 triệu rupee (41.000 USD). Đây được xem là mức giá đắt nhất mà người ta từng trả cho một con trâu.

### Cừu lấy sữa
Cừu được chăn nuôi để lấy các sản phẩm quan trọng như thịt cừu, sữa cừu, lông cừu, da cừu và các sản phẩm khác. Đây là một trong những loài gia súc được con người thuần hóa sớm nhất để lấy lông, thịt, sữa, mỡ và da. Nhiều dân tộc du mục trên thế giới thường nuôi cừu lấy sữa. Đàn cừu trên thế giới hiện nay là trên 1 tỷ con. Cừu vẫn là một loại gia súc cung cấp thịt và lông quan trọng cho đến ngày nay, và người ta cũng lấy da, sữa và động vật cho nghiên cứu khoa học. Ở Ninh Thuận Việt Nam, việc nuôi cừu lấy sữa là một mô hình mới.

### Nai sừng tấm
Nai sừng tấm Á-Âu là loài được chăn nuôi lấy sữa. Sữa nai hay còn được gọi là sữa nai sừng tấm, đề cập đến sữa tươi được cho ra bởi con nai sừng tấm. Mặc dù sữa nai là hay dùng cho những con nai con bú tuy nhiên việc sản xuất của sữa nai cũng đã được thương mại hóa ở Nga, Thụy Điển. Hàm lượng dinh dưỡng của sữa nai là tốt. Sữa có tỷ lệ bơ cao (10%) và các chất rắn (21,5%). Tuy nhiên, so với sữa bò, sữa nai vẫn có mức cao hơn nhiều của nhôm, sắt, selen và kẽm. Sữa nai là mặt hàng thương mại trong chăn nuôi ở Nga, có những cơ sở thậm chí phục vụ sữa nai cho cư dân với niềm tin rằng nó giúp họ khỏi bệnh hoặc quản lý bệnh mãn tính hiệu quả hơn. Một số nhà nghiên cứu Nga đã khuyến cáo rằng sữa nai sừng tấm Á Âu có thể được sử dụng cho công tác phòng chống bệnh loét dạ dày ở trẻ em, do hoạt động của lysozyme của nó. 

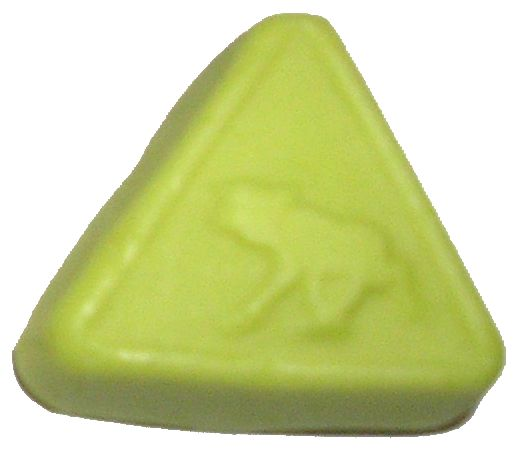
Mộtsản phẩm sữa nai sừng tấm cô đặc ở Thụy Điển

Theo số liệu được thu thập trên những con nai sừng tấm Á Âu tại Nga và những nghiên cứu vào sữa nai tại Mỹ đang trong tình trạng kém phát triển hơn ở Nga, nhưng dường như chỉ ra rằng những con nai sừng tấm Mỹ có nồng độ cao hơn của các chất rắn trong sữa của chúng vào giữa tháng Sáu và tháng Tám nơi có điều kiện vào một nguồn cung cấp tốt về thức ăn cho gia súc, chất dinh dưỡng và chất béo với nồng độ chất lượng cao trong sữa thường gia tăng trong thời gian hai mươi lăm ngày kể từ ngày đầu tiên của chu kỳ, đây được coi là thời kỳ cao điểm, chất dinh dưỡng, chất béo và hàm lượng nguyên tố khoáng giảm đối với phần còn lại của thời kỳ cho con bú.
Các Căn nhà nhà nai (Elk House hay Älgens Hus) thuộc trang trại ở Bjurholm, Thụy Điển, được điều hành bởi Christer và Ulla Johansson được cho là chỉ là nơi duy nhất sản xuất pho mát nai sừng tấm của thế giới. Nó có ba con nai sừng tấm cho sữa, có sữa sản lượng khoảng 300 kg pho mát mỗi năm, các pho mát được bán với giá khoảng 1.000 USD cho mỗi kg (khoảng US $ 455 cho mỗi pound). Ba loại pho mát được sản xuất gồm một kiểu bọc vỏ một loại màu xanh và một phong cách feta. Các pho mát được phục vụ tại nhà hàng Älgens Hus ở Thuỵ Điển. Một băn khoăn sữa nai bò khô lên, do đó, nó có thể mất đến 2 giờ vắt sữa trong im lặng để có được năng suất 2 lít đầy đủ. Nhà nghiên cứu Nga Alexander Minaev đã còn trước đó đã cố gắng để làm pho mát nai sừng tấm, nhưng ông nói rằng, do hàm lượng protein cao của sữa, pho mát càng trở nên khó quá nhanh.